# 格拉夫頓 (麻薩諸塞州)
格拉夫頓（英語：Grafton）是一個位於美國麻薩諸塞州烏斯特縣的鎮。

## 人口
根據2020年美國人口普查的數據，格拉夫頓的面積為60.30平方千米，當中陸地面積為58.90平方千米，而水域面積為1.40平方千米。當地共有人口19664人，而人口密度為每平方千米326人。